# Freizeitanlage Wimpassing

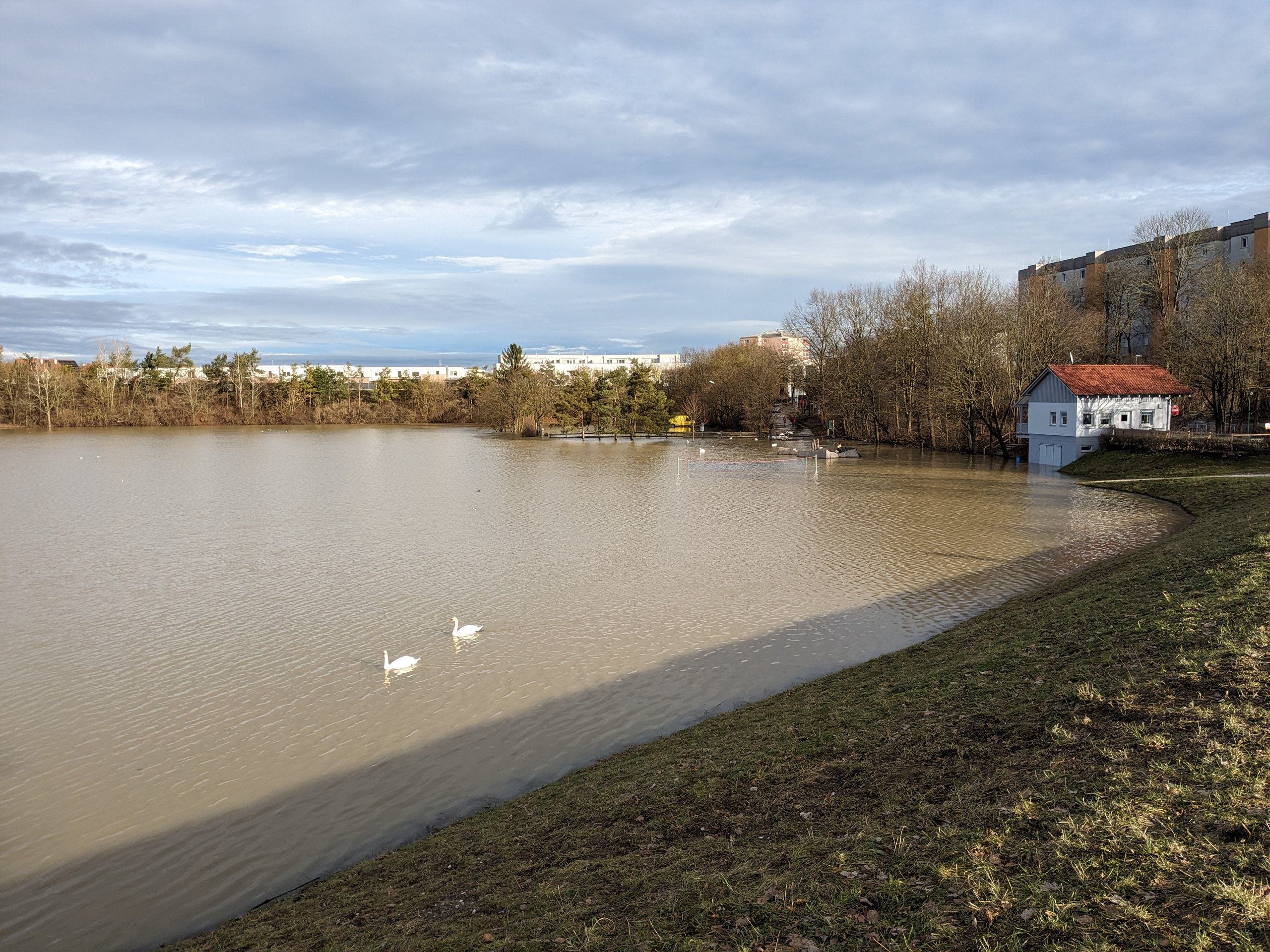
Hochwasser Dezember 2023

Die Freizeitanlage Wimpassing ist mit einer Fläche von 130.000 m² die größte öffentliche Grünfläche der Stadt Wels. Sie liegt im Westen der Stadt und wurde 1985 in einer ehemaligen Schottergrube errichtet.
In der Anlage befinden sich mehrere Spielplätze, ein BMX Dirt Park, Fitnessparcours und eine Hundefreilauffläche. Im Südwesten befindet sich ein großer Sickerteich, der durch den Grünbach gespeist wird. Dieser ist durch einen Damm mit Überlauf vom östlichen Teil der Freizeitanlage getrennt. Bei großen Hochwässern wird auch der östliche Teil überflutet.

## Fauna

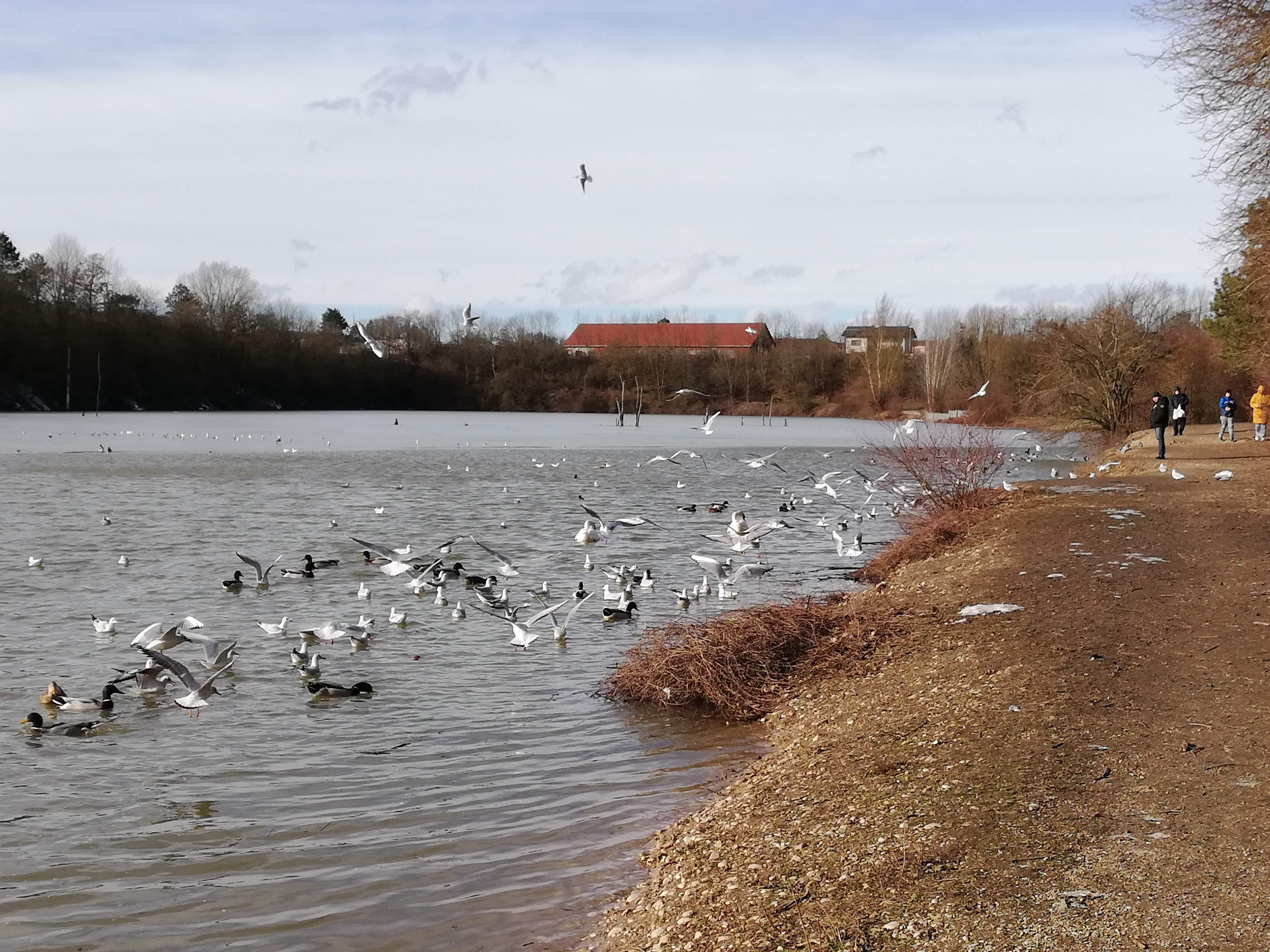
Wasservögel am Sickerteich

Die permanente Wasserfläche im Südwesten ist Lebensraum für viele Arten von Wasservögel. Höckerschwan (Cygnus olor), Blässhuhn (Fulica atra) und Stockente (Anas platyrhynchos) zählen zu den häufigen Jahresvögeln. Lachmöwen und Reiherenten sind ebenfalls oft zu beobachten. Selten ist der Dunkler Wasserläufer (Tringa erythropus).